# Agrotis fuscalis
Agrotis fuscalis är en fjärilsart som beskrevs av Embrik Strand 1921. Agrotis fuscalis ingår i släktet Agrotis och familjen nattflyn. Inga underarter finns listade i Catalogue of Life.